# 로그 (마블 코믹스)

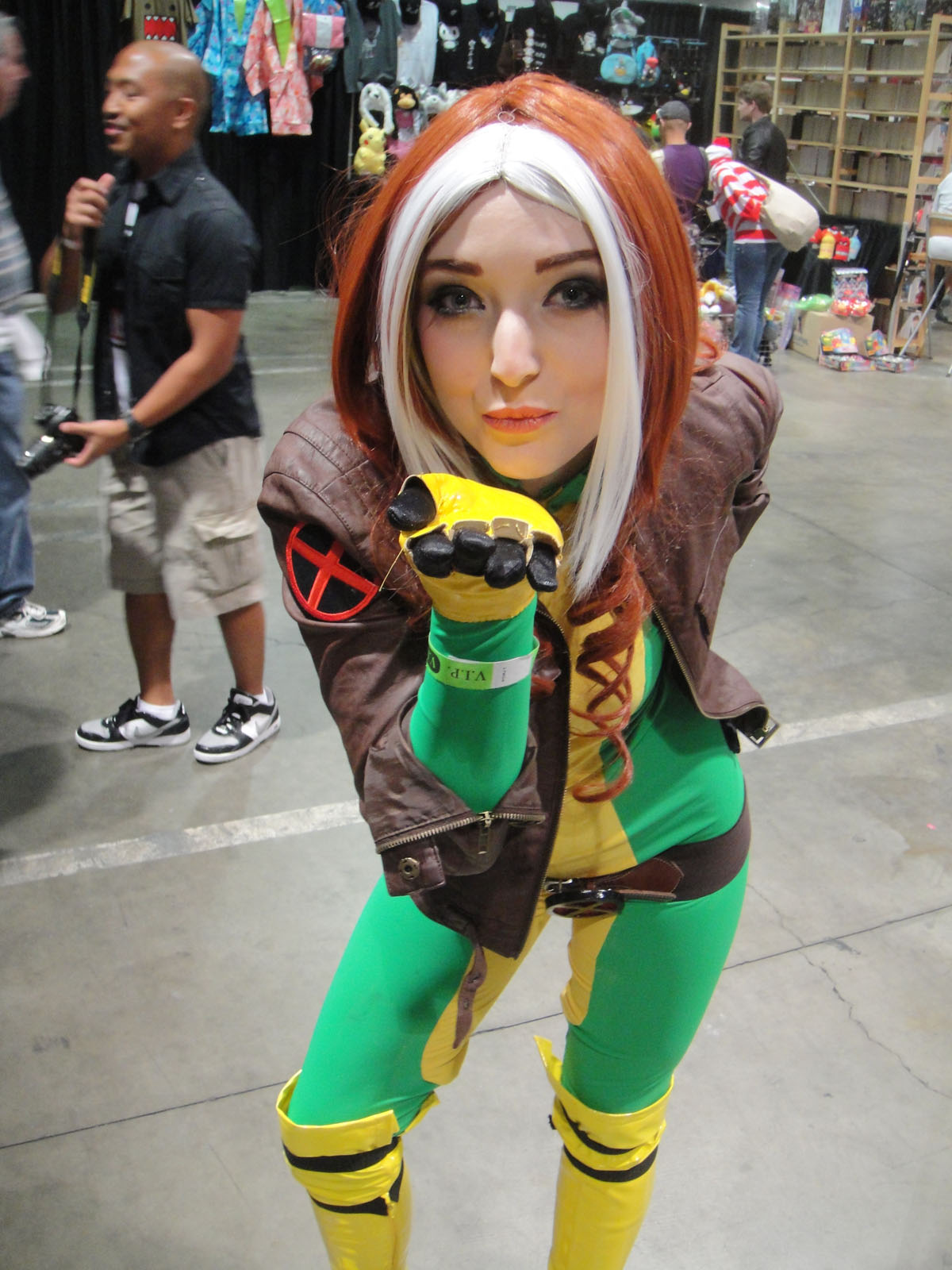

로그(Rogue)는 마블 코믹스 세계관에 등장하는 등장인물이다. 다른 돌연변이들의 능력을 흡수하는 능력을 가지고 있다.